# Полсон, Брэндон
Брэндон Полсон (англ. Brandon Douglas Paulson; род. 22 ноября 1973, Кун-Рапидс, Миннесота) — американский борец греко-римского стиля, призёр Панамериканского чемпионата, Панамериканских игр, чемпионата мира, серебряный призёр летних Олимпийских игр 1996 года в Атланте.

## Карьера
Выступал в наилегчайшей (до 52 кг), легчайшей (до 54 кг) и полулёгкой (до 55 кг) весовых категориях. Бронзовый призёр Панамериканского чемпионата 2000 года в Кали. Серебряный призёр Панамериканских игр 2003 года в Санто-Доминго. Серебряный призёр чемпионата мира 2001 года в Софии.
На Олимпиаде в Атланте Полсон выступал в наилегчайшем весе. Он победил перуанца Джоэла Басалдуа, представителя Белоруссии Ибада Ахмедова, болгарина Йордана Анева. В схватке за олимпийское золото американец уступил представителю Армении Армену Назаряну и завоевал серебряную медаль.